# وادي عميم
وادي عميم هو واد صغير في بلاد سراة بلقرن في محافظة بلقرن تسيل مياهه من شفا آل سلمة فيمر بين قراهم حتى يرفد وادي المنامة ثم يرفدان وادي ماسرة ثم وادي ترج، ومن روافده هو وادي وران.